# Javier Culson

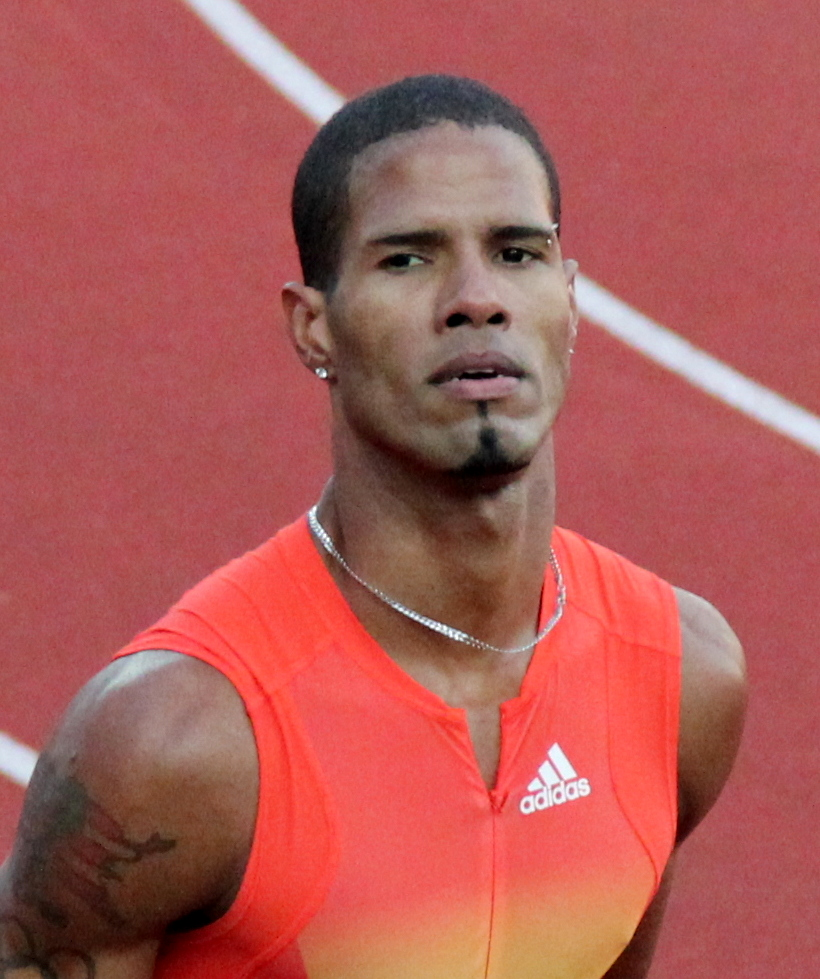
Javier Culson bei den Bislett Games am 7. Juni 2012

Javier Culson Rodríguez (* 25. Juli 1984 in Ponce) ist ein puerto-ricanischer Leichtathlet. Er gewann 2009 als erster Puerto-Ricaner eine Medaille bei Leichtathletik-Weltmeisterschaften.
2006 siegte Culson Rodríguez in 49,71 Sekunden im 400-Meter-Hürdenlauf bei den Ibero-amerikanischen Meisterschaften in seiner Heimatstadt Ponce. 2007 gewann er in 49,35 Sekunden die Bronzemedaille bei der Universiade in Bangkok. Kurz darauf erreichte er bei den Weltmeisterschaften 2007 in Osaka das Halbfinale. 2008 verbesserte er seine persönliche Bestleistung auf 48,87 Sekunden. Bei den Olympischen Spielen 2008 in Peking schied er wieder im Halbfinale aus.
Im Juli 2009 verbesserte Culson Rodríguez beim Sportfest in Monaco den Landesrekord auf 48,29 Sekunden. Bei den Weltmeisterschaften in Berlin erreichte er das Finale mit einem dritten Platz im Halbfinale hinter den früheren Weltmeistern Kerron Clement und Félix Sánchez. Im Finale steigerte sich Culson auf 48,09 Sekunden und gewann die Silbermedaille hinter Kerron Clement in 47,91 Sekunden. Bei den Weltmeisterschaften 2011 in Daegu konnte Culson seinen Erfolg wiederholen und kam nach 48,44 Sekunden nach David Greene ins Ziel. Bei den Olympischen Spielen 2012 in London konnte er mit Platz 3 seine Titelambitionen nicht unterstreichen.
Culson hat bei einer Körpergröße von 1,98 Meter ein Wettkampfgewicht von 79 Kilogramm.